# Туризм в Кении

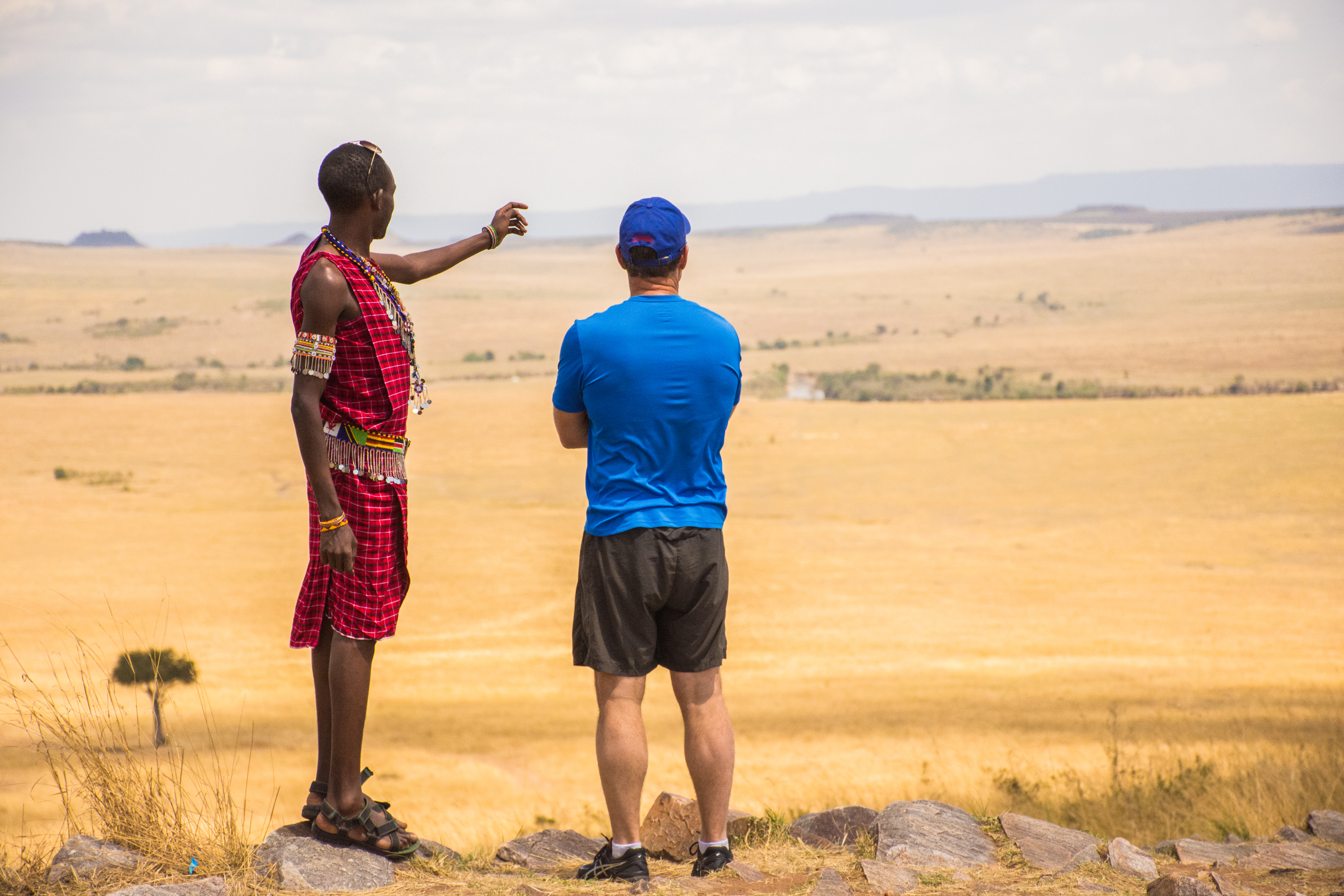
Туризм в Кении

Туризм в Кении — один из основных источников доходов правительства. Главным богатством страны является её заповедная природа, любоваться которой едут в Восточную Африку со всего мира. Также в стране развит пляжный отдых, можно заняться различными видами любительского спорта или знакомиться с древней историей и культурой страны в ходе познавательных экскурсий.

## Экотуризм
В Кении более 60 национальных парков, резерватов и заповедников, занимающих большую часть территории страны, которые предлагают туристам многообразные по длительности и насыщенности программы. Всего же здесь 329 охраняемых природных территорий, в том числе горных и морских.
Стоит отдельно отметить Tsavo East National Park — самый большой открытый парк в мире и Nairobi National Park — старейший в стране, причем расположен он в непосредственной близости от столицы.
В Кении можно увидеть редчайшие виды животных и растений, которые тщательно охраняются государством: чёрных носорогов, антилоп Сабле и Ситатунга, золотых кошек, сетчатых жирафов, колобусов, чернохвостых дроф, мадагаскарских ночных цапель, рыбных сов, африканских тетеревятников, бородачей и др. Величественное незабываемое зрелище представляют собою миграции огромных стай птиц (фламинго, пеликанов) или крупных животных (антилопы, зебры, слоны, жирафы, львы). Помимо удивительной и богатой фауны крайне интересны ландшафты страны с бескрайними саваннами, редкими дождевыми тропическими лесами, потухшими вулканами, горами (именно здесь находится знаменитая Килиманджаро), пещерами, водопадами, гейзерами, озёрами.
Туристам здесь предлагаются фотосафари на джипах и подводное сафари с гидами. Образовательные центры охраны дикой природы парков предлагают лекции и видео о дикой природе и экскурсии в приюты животных.
Во всех парках оборудованы комфортабельные домики для проживания, иногда весьма экзотичные вроде жилья на дереве. Многие туристы предпочитают более простые, но не менее оборудованные всем необходимым, бунгало, лоджи и палаточные лагеря.
Для путешественников существуют определенные правила поведения на охраняемых территориях: животных ни в коем случае нельзя кормить, мешать им отдыхать или охотиться, приближаться на очень близкое расстояние и тем более выходить из автомобиля без разрешения гида.

## Пляжный и активный отдых
Средняя температура воздуха в стране составляет +25 ° С, а на побережье — ещё выше, поэтому Кения вполне подходит для пляжного отдыха практически круглый год. Самым холодным месяцем является июль, а дважды в год наступают периоды больших дождей: март — май и октябрь — ноябрь. Высоким сезоном считается период с сентября по апрель.
Восточное побережье государства омывается водами тёплого Индийского океана. Здесь расположено множество чистых белых песчаных пляжей и комфортабельных отелей. В рамках программы Kenya Wildlife Service по благоустройству пляжей здесь постоянно ведется уборка и благоустройство территорий, а также работа с персоналом с целью улучшения качества обслуживания путешественников.
Самыми популярными среди туристов курортами являются Малинди, Момбаса, Ватаму, Диани и остров Ламу с самой современной инфраструктурой. Помимо собственно пляжей и отелей здесь есть все для туриста — магазины, кафе и рестораны, дискотеки, даже казино.
Помимо «лежачего» отдыха, здесь можно заняться и активным. На пляжах Кении существуют все возможности для занятия водными видами спорта: виндсёрфингом, прогулками на традиционных суденышках и современных парусниках, дайвингом, подводной фотоохотой, рыбной ловлей и экскурсиями к близлежащим островам.
В глубине страны можно заниматься гольфом, верховой ездой на лошадях и верблюдах, планерным спортом, скалолазанием, спелеологией.

## Экскурсионный и фестивальный туризм
Поскольку страну практически пополам пересекает экватор (помимо Кении эта линия проходит ещё по 13 государствам мира), каждому туристу обязательно предложат сфотографироваться на «поясе Земли» и за определенную плату получить сертификат об этом событии.
В любой экскурсии по стране вы обязательно увидите местных жителей, которые в традиционных нарядах масаи развлекают туристов песнями и танцами.
Обязательно стоит посмотреть руины города сухаили Геде недалеко от Малинди, средневековую испанскую крепость Форт Иисус близ Момбасы и остров Ламу, где расположен древнейший африканский город Ламу.
Остальным же путешественникам, интересующимся культурой и историей страны, будет небезынтересно посетить здешние музеи:
- Национальный музей (Найроби) — многопрофильный комплекс, совмещающий демонстрационную и образовательную функции;
- Железнодорожный музей (Найроби);
- Дом-музей писательницы Карен Бликсен (Найроби);
- Музей независимости (Капенгурия);
- Музей культуры местных общин (Лоянгалань);
- Музей Кабарне с публичными галереями.

Популярны различной длительности и насыщенности этнографические туры по стране, позволяющие познакомиться ближе с культурой и жизнью местного населения.
Помимо посещения музеев и древних памятников, путешественники с удовольствием принимают участие в местных праздниках и фестивалях с неповторимым колоритом:
- Март: День Содружества
- Апрель: пасхальный праздник Good Friday
- Май: культурный фестиваль племен в Лоянгалани
- Июнь: ралли внедорожников «Рино-Чардж»
- Июль: этап Мирового Чемпионата «Сафари-Ралли»
- Август: фестиваль национальной кенийской музыки в Найроби
- Октябрь: традиционный день Кеньятта
- Ноябрь: ежегодный Карнавал Момбасы.

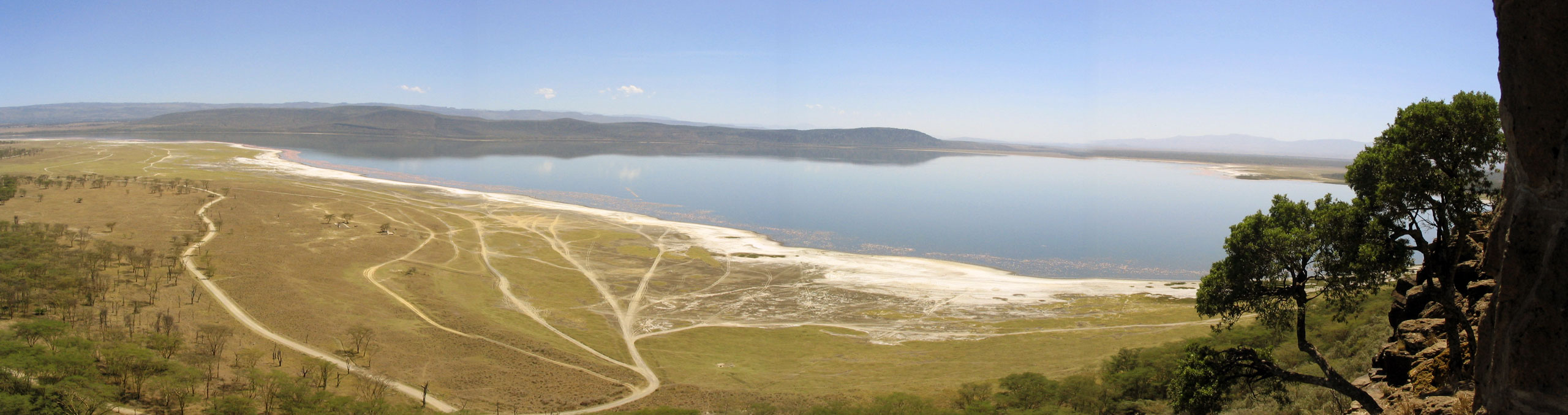
Панорама озера Накуру